# Westerstetten
Westerstetten település Németországban, azon belül Baden-Württembergben. Lakosainak száma 2178 fő (2023. december 31.). Westerstetten Lonsee, Weidenstetten, Holzkirch, Breitingen, Beimerstetten és Dornstadt községekkel határos.

## Népesség
A település népessége az elmúlt években az alábbi módon változott:
| Lakosok száma | 1561 | 2180 | 2190 | 2214 | 2236 | 2228 | 2178 |
|               | 1975 | 2017 | 2019 | 2020 | 2021 | 2022 | 2023 |